# Emil Leo
Emil Leo (* 14. März 1894 in  Brünn; † 15. April 1974 in Aalen) war ein deutscher Architekt, Stadtplaner und Hochschullehrer an der Deutschen Technischen Hochschule Brünn.

## Leben
Emil Leo studierte nach dem Besuch deutscher Schulen in Brünn Architektur an der Deutschen Technischen Hochschule Brünn. 1921 graduierte er mit Auszeichnung und promovierte ebenda. Er war wissenschaftlicher Assistent, später Honorardozent und von 1930 bis 1945 Professor und Ordinarius am Lehrstuhl für Baugestaltung, Innenausbau, Städtebau und Siedlungswesen und Entwerfen.
Er zählte mit seinen Kollegen Heinrich Fanta, Emil Tranquillini und Vinzenz Baier zu der jüngeren Architektengeneration an der Deutschen Technischen Hochschule Brünn. Leo war als Stadtplaner von 1938 bis 1945 beratend für die Städte Iglau, Friedberg, Prerau und Olmütz sowie Brünn tätig.
Mit Ende des Zweiten Weltkriegs wurde er aus Brünn vertrieben, noch im Jahr 1945 bekam er eine Stelle als Stadtbaudirektor in Aalen. Er lehrte an der Technischen Hochschule Stuttgart.

## Bauten und Entwürfe
- Rathaus in Brünn
- Ehrenmal der Stadt Brünn
- Deutsches Haus in Iglau
- Wohnheim für Hochschüler in Brünn
- Neugestaltung der Repräsentationsräume im Deutschen Theater in Brünn
- Sanatorium Dr. Neugebauer in Bad Gräfenberg
- Werkssiedlung in Liskowetz bei Mährisch Ostrau
- Arbeiter- und Beamtensiedlung in Falkenau
- Umbau und Neugestaltung des Stadttheaters und der Redoutenhalle in Olmütz
- Umbau des Stadttheaters in Iglau
- Kriegerdenkmal in Mödritz
- Umbau und Erweiterungsbau des Rathauses in Iglau
- Neubau des Kulturhauses in Brünn mit Stadtmuseum
- Stadtgalerie, Stadtsäle und Neubau der Stadtbibliothek in Brünn
- Umbau des Stadttheaters in Jägerdorf
- Volksschule in Müglitz
- Volksschule in Segengottes

Außerdem bearbeitete er zahlreiche städtebauliche Planungen wie Planverfahren, Siedlungsbereiche etc.